# Елізабет Абегг
Луїза Вільгельміна Елізабет Абегг (нім. Luise Wilhelmine Elisabeth Abegg; 3 березня 1882, Страсбург, Німецька імперія — 8 серпня 1974, Західний Берлін, ФРН) — німецький педагог і член німецького Руху Опору. Під час нацистського режиму в Німеччині врятувала близько 80 євреїв.

## Біографія
Народилася 3 березня 1882 року в Страсбурзі, в сім'ї юриста, офіцера і письменника Йоганна Фрідріха Абегга (1847—1923) і Марії Кароліни Єлизавети, уродженої Рем. Була двоюрідною сестрою відомого політика Вільгельма Абегга (1876—1951). Закінчила педагогічне училище. У 1912 році однією з перших жінок Німецької імперії поступила в Страсбурзький університет, де вивчала історію, класичну філологію і романістику. У 1916 році в Лейпцизькому університеті захистила дисертацію з історії італійського середньовіччя і отримала ступінь доктора філософських наук. У 1918 році, коли Ельзас увійшов до складу Франції, переїхала в Берлін, де брала участь у повоєнній роботі з надання допомоги, організованій спільнотою квакерів. У 1924 році вступила на роботу вчителькою в Вищий ліцей Луїзи в районі Берлін-Моабіт, одну з перших шкіл для дівчаток в Берліні.
Займалася активною соціальною діяльністю в співтоваристві Берлін-Схід. У цій організації, що займалася наданням соціальної допомоги знедоленим молодим людям, особливо молодим жінкам, проповідував пастор Фрідріх Зігмунд-Шульце. В часи Веймарської республіки вступила в Німецьку партію Німеччини і підтримувала численні контакти з демократично налаштованими співвітчизниками.
У 1933 році виступила проти колег-вчителів і учнів старших класів, які підтримали нацистську пропаганду і дискримінацію євреїв (вчителів і учнів). У 1935 році була класифікована нацистським режимом як «політично ненадійна» через відмову скласти присягу фюреру і переведена на роботу в гімназію Рюккерта в районі Берлін-Шенеберг. З середини 1930-х років була учасницею руху Опору і підтримувала зв'язок з групою Робінзона-Штрассмана. У 1938 році вона була попереджена гестапо про неприпустимість симпатій до позиції німецького богослова Дітріха Бонхеффера. У 1941 році їй довелося залишити викладацьку діяльність. У тому ж році вона офіційно вступила в Товариство друзів і стала квакером.
Надавати активну допомогу євреям Абегг почала після трагедії, що трапилася з її подругою-єврейкою Ганною Гіршберг, яка була депортована в липні 1942 року і загинула в концентраційному таборі Аушвіц через 2 роки. Абегг пропонувала їй допомогу, але та відмовилася через страх порушити припис нацистської влади. Бажання врятувати хоча б окремих людей зміцнили в ній британські радіопередачі, які Абегг прослуховувала в будинку Ріхарда Лінде, батька однієї зі своїх учениць. З них вона дізналася про злочини нацистів на окупованих територіях. Згідно з власними спогадами Абегг, вона і її сестра-інвалід Юлія в трикімнатній квартирі в берлінському районі Темпельгоф, де з ними жила і їх матір, сховали загалом 12 чоловік. У цій квартирі вона продовжувала давати уроки дітям-євреям.
У лютому 1943 року Абегг врятувала від депортації виховательку дитячого садка Лізелотту Перелес і її прийомну дочку Сюзанну Манассе. Щоб забезпечити втечу Їзчака Шверсенца до Швейцарії, вона продала свої ювелірні прикраси. Крім євреїв, Абегг допомагала тим, кого нацисти переслідували з політичних міркувань. Серед них був і Ернст фон Гарнак. Вона знаходила для них житло, їжу, одяг, гроші і підроблені документи. У цьому їй допомагали колишня колега Елізабет Шміц, колишні учениці Лідія Форсстрем і Гільдегард Арнольд-Найс і їх тітка Крістіна Енглер, Берта Беккер, Ріхард Лінде і друзі-квакери. Наприклад, за межами Берліну існували контакти з сім'єю Бунке в Східній Пруссії і швачкою Маргаритою Доббек в Ельзасі. Разом вони врятували близько 80 осіб, більшість з яких вижили. Хоча її діяльність велася на очах у сусідів, деякі з яких були активними нацистами, робота Абегг не була виявлена гестапо.
Після Другої світової війни Абегг жила в Західному Берліні і працювала вчителькою. Вона вступила в Соціал-демократичну партію Німеччини і була активною учасницею квакерського руху в Берліні. У 1947 році Абегг стала однією із засновниць будинку Товариства друзів в Міттельгофі в районі Берлін-Целендорф — інституті, який повинен був внести соціокультурний внесок у демократизацію повоєнної Німеччини. У 1957 році група євреїв, яких Абегг врятувала під час Голокосту, опублікувала про неї книгу під назвою «Світло, що сяє у темряві». Вона померла 8 серпня 1974 року в Західному Берліні.

## Вшанування пам'яті

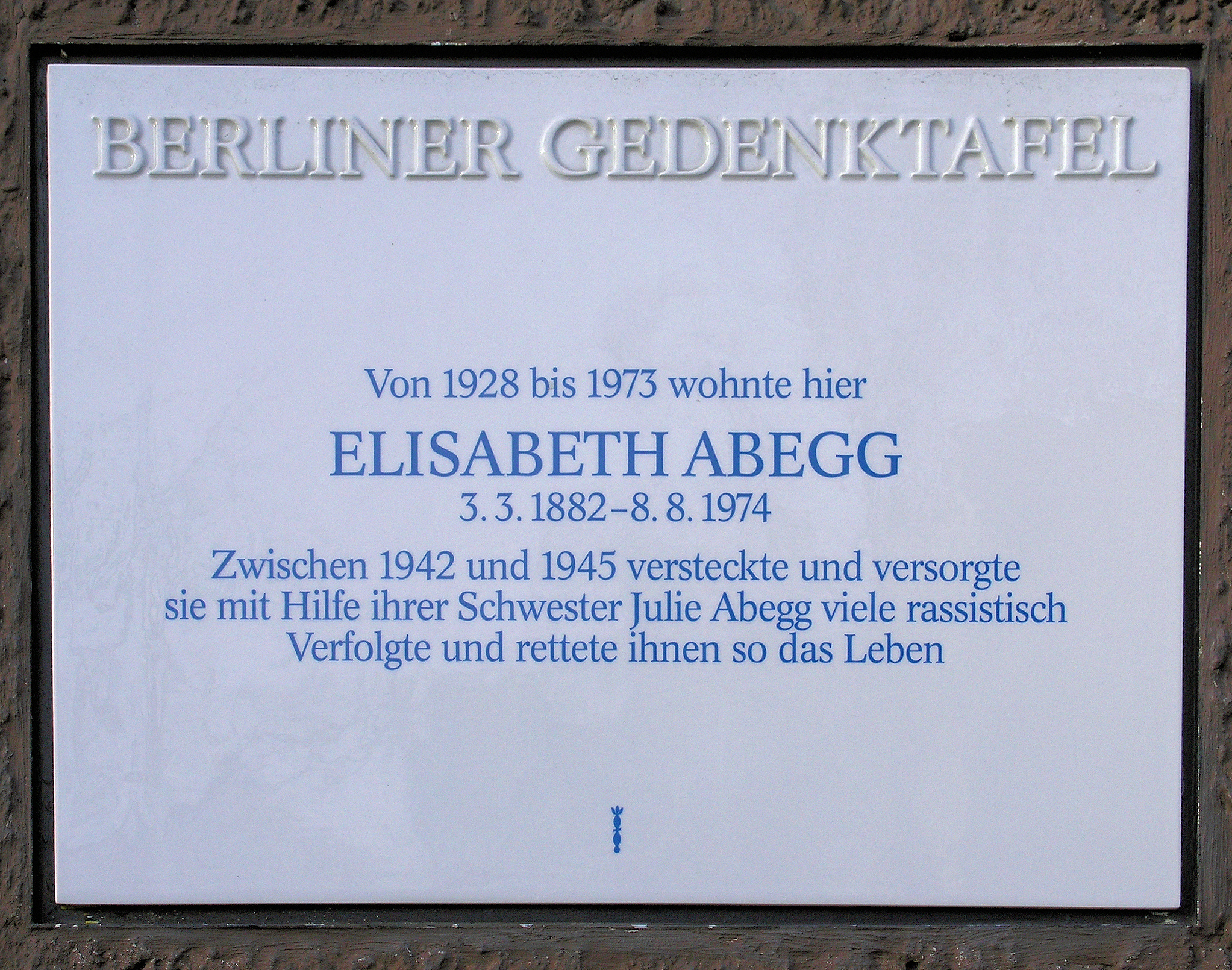
Меморіальна дошка в Темпельгофі.

- 9 листопада 1991 року в районі Темпельгоф в пам'ять про неї була встановлена меморіальна дошка.
- 20 грудня 2004 року на честь Абегг була названа вулиця в районі Берлін-Моабіт.

## Нагороди
- Орден «За заслуги перед Федеративною Республікою Німеччина», кавалерський хрест (27 лютого 1957)
- Почесне звання «Праведник народів світу» (23 травня 1967)